# Mogadouro
Mogadouro (mugɐ'do(ou)ɾu, in mirandese Mogadouro) è un comune portoghese di 11 235 abitanti situato nel distretto di Braganza.

## Società

### Evoluzione demografica
| Popolazione di Mogadouro (1801 – 2004) | Popolazione di Mogadouro (1801 – 2004) | Popolazione di Mogadouro (1801 – 2004) | Popolazione di Mogadouro (1801 – 2004) | Popolazione di Mogadouro (1801 – 2004) | Popolazione di Mogadouro (1801 – 2004) | Popolazione di Mogadouro (1801 – 2004) | Popolazione di Mogadouro (1801 – 2004) | Popolazione di Mogadouro (1801 – 2004) |
| -------------------------------------- | -------------------------------------- | -------------------------------------- | -------------------------------------- | -------------------------------------- | -------------------------------------- | -------------------------------------- | -------------------------------------- | -------------------------------------- |
| 1801                                   | 1849                                   | 1900                                   | 1930                                   | 1960                                   | 1981                                   | 1991                                   | 2001                                   | 2004                                   |
| 6193                                   | 10607                                  | 17558                                  | 16739                                  | 19571                                  | 15340                                  | 12188                                  | 11235                                  | 10792                                  |

## Freguesias
- Azinhoso
- Bemposta
- Bruçó
- Brunhoso
- Brunhozinho
- Castanheira
- Castelo Branco
- Castro Vicente
- Meirinhos
- Mogadouro
- Paradela
- Penas Róias
- Peredo da Bemposta
- Remondes
- Saldanha
- Sanhoane
- São Martinho do Peso
- Soutelo
- Tó
- Travanca
- Urrós
- Vale da Madre
- Vale de Porco
- Valverde
- Ventozelo
- Vila de Ala
- Vilar de Rei
- Vilarinho dos Galegos

## Sport
Il comune è rappresentato nel campionato portoghese di calcio a 5 dal Clube Académico de Mogadouro.